# Stade Nhozinho Santos
Le stade Nhozinho Santos (en portugais : Estádio Nhozinho Santos), également connu sous le nom de stade municipal Nhozinho Santos (en portugais : Estádio Municipal Nhozinho Santos), est un stade de football brésilien situé dans la ville de São Luís, dans l'État du Maranhão.
Le stade, doté de 12 891 places et inauguré en 1950, sert d'enceinte à domicile à de nombreuses équipes de football locales (Esporte Clube Boa Vontade, Comerciário Futebol Clube, Ferroviário Esporte Clube, Instituto de Administração de Projetos Educacionais Futebol Clube, Moto Club de São Luís, Maranhão Atlético Clube, Sampaio Corrêa Futebol Clube et São José de Ribamar Esporte Clube).
Il porte le nom de Joaquim Moreira Alves dos Santos, surnommé Nhozinho, et à l'origine de l'introduction du football dans l'état du Maranhão.

## Histoire
Le stade ouvre ses portes en 1950. Il est inauguré le 1er octobre 1950 lors d'une victoire 2-1 des locaux du Sampaio Corrêa contre le Paysandu (le premier but au stade étant inscrit par Hélio, joueur du Paysandu).
Le record d'affluence au stade est de 24 865 spectateurs, lors d'un match nul 0-0 entre les locaux du Maranhão et le Vasco da Gama le 26 mars 1980.
Le stade subit des rénovations en 2011, dans lesquelles des chaises sont installées dans toutes les tribunes. En raison de cela, la capacité du stade est réduite alors d'environ 3000 places, passant de 16 500 à environ 12 891 spectateurs. Après la réouverture du stade en 2012, le Nhozinho Santos sert de nouvelle enceinte secondaire pour les clubs de la ville.
Il devient le principal stade de la ville de São Luís avec le stade Governador João Castelo, surnommé le Castelão (plusieurs clubs de la ville se partagent alors les deux stades pour leurs matchs à domicile, selon les disponibilités).
Le 16 décembre 2015, lors d'un événement organisé par le Moto Club à São Luís, le président du club, Hans Nina, présente une proposition de partenariat public-privé avec la mairie de São Luís pour réformer et gérer le Nhozinho Santos,. Cependant, la municipalité de São Luís ne donne pas suite à la proposition.